# Blodplade
En blodplade eller trombocyt er en kerneløs celle i blodet med en diameter på ca. 3 mikrometer. Den er centralt involveret i hæmostasen, dvs. den proces hvorunder blodet størkner. Blodplader bliver også givet til patienter som, eksempelvis pga. sygdomme, ikke kan producere blod nok til sig selv.
Normalværdien for antallet af blodplader er 150-400 x 109 i hver liter blod.
Har man færre end 109 blodplader i hver liter blod kaldes det blodplademangel eller trombocytopeni. Hvis antallet af blodplader er for lavt, kan overdreven blødning forekomme, men hvis antallet af blodplader er for højt, kan der dannes blodpropper.
Blodplader er således vigtige faktorer indenfor blodcirkulationen. Det er en vigtig vækst faktor, og spiller derfor afgørende rolle indenfor hæmostasen. 
Blodplader frigiver en lang række signalmolekyler eller vækstfaktorer, herunder trombocyt-afledt vækstfaktor (PDGF, et potent kemotaktisk stof) og transformerende vækstfaktor beta (TGF-β), som stimulerer aflejring af den ekstracellulære matrice. Begge disse vækstfaktorer har vist sig at spille en væsentlig rolle i reparation og regenerering af bindevæv.
Blodplader produceres i knoglemarven og i lungerne.

## Eksterne links
- Blodplademangel. Sundhed.dk
- Trombocytter. Lægehåndbogen (Webside ikke længere tilgængelig)
- Bacontampon helbreder livsfarligt næseblod. Videnskab.dk

1. ↑  An Unexpected New Lung Function Has Been Found - They Make Blood. ScienceAlert 2017

| Lægevidenskab | Spire Denne artikel om lægevidenskab er en spire som bør udbygges. Du er velkommen til at hjælpe Wikipedia ved at udvide den. |